# 77. ročník udílení Filmových cen Britské akademie
77. ročník udílení Filmových cen Britské akademie se konal v Royal Festival Hall v Londýně 18. února 2024. Ceremoniál moderoval David Tennant. Ocenění byla předána nejlepším filmům a dokumentům britským i mezinárodním, které se promítaly v britských kinech v roce 2023. Tzv. dlouhé seznamy nominací (longlists) byly oznámeny v pátek 5. ledna 2024, ve čtvrtek 18. ledna byl zveřejněn výsledný seznam nominací. Nejvíce jich získaly filmy Oppenheimer (13), Chudáčci (11) a Zabijáci rozkvetlého měsíce (9). Nejvíce cen si odnesl film Oppenheimer, který získal sedm ocenění, film Chudáčci nakonec vyhrál pět cen, Zóna zájmu obdržela tři ceny.

## Vítězové a nominovaní

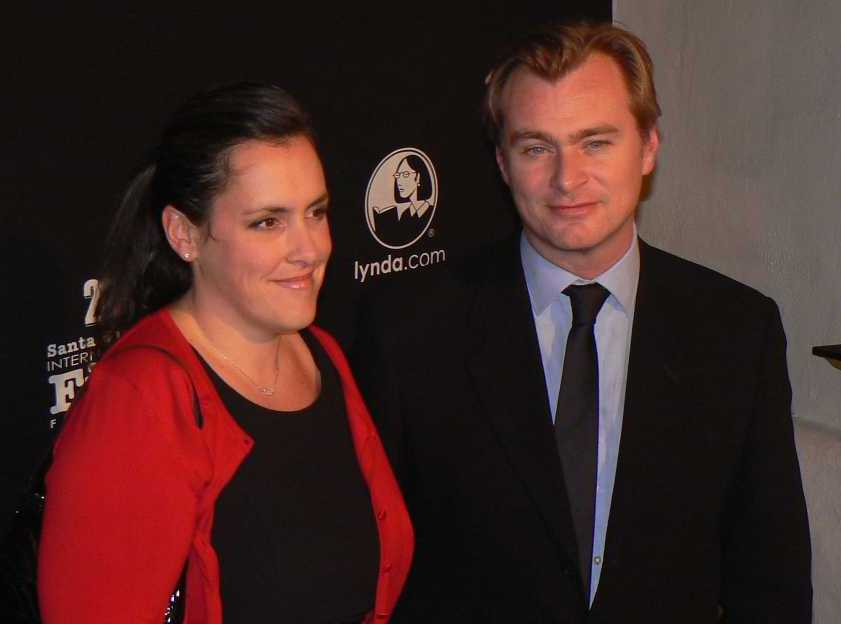
Emma Thomas a Christopher Nolan, spolu-producenti nejlepšího filmu

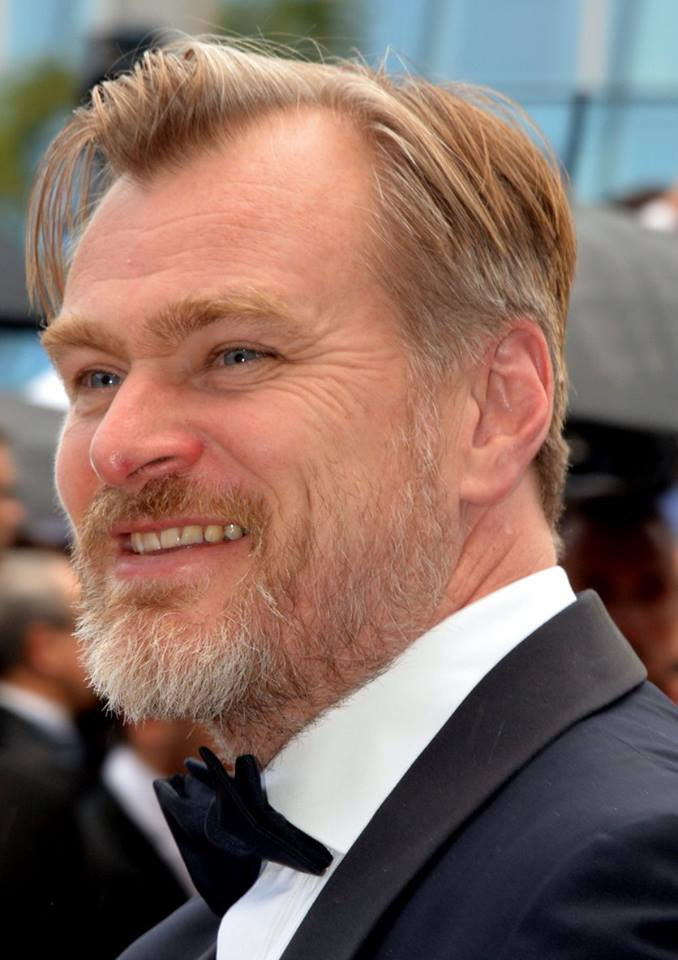
Christopher Nolan, vítěz v kategorii nejlepší režisér

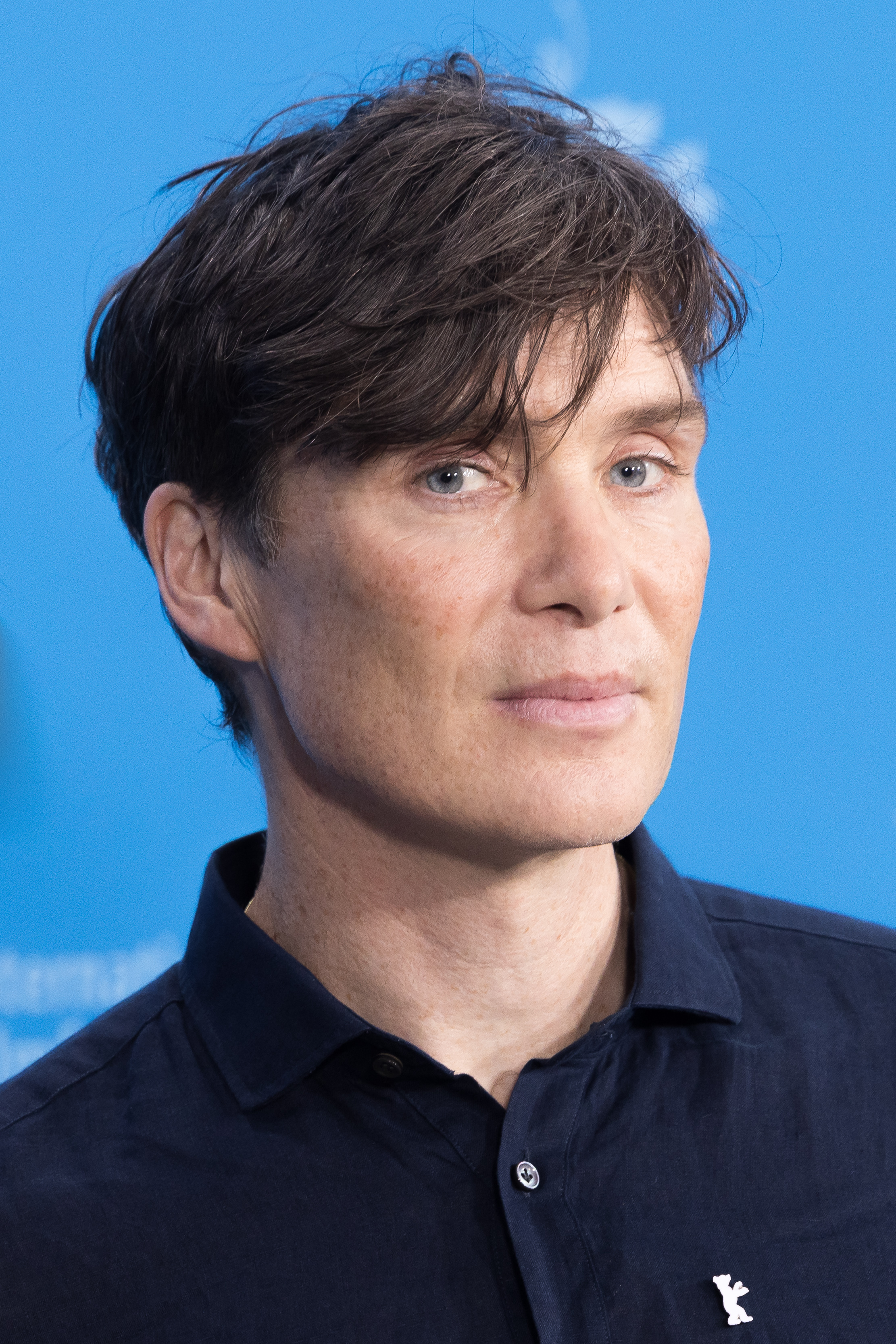
Cillian Murphy, vítěz v kategorii nejlepší mužský herecký výkon v hlavní roli

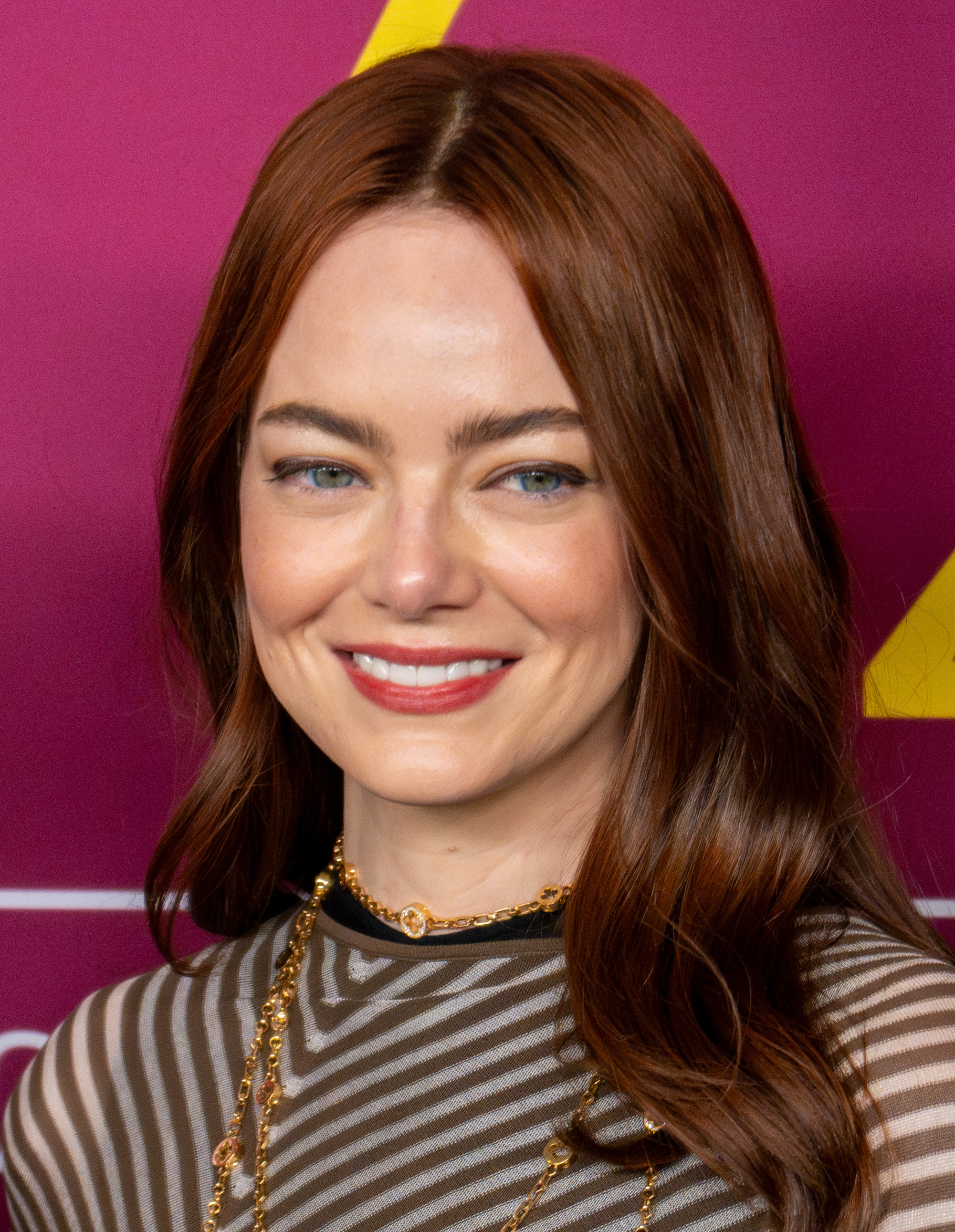
Emma Stone, vítězka v kategorii nejlepší ženský herecký výkon

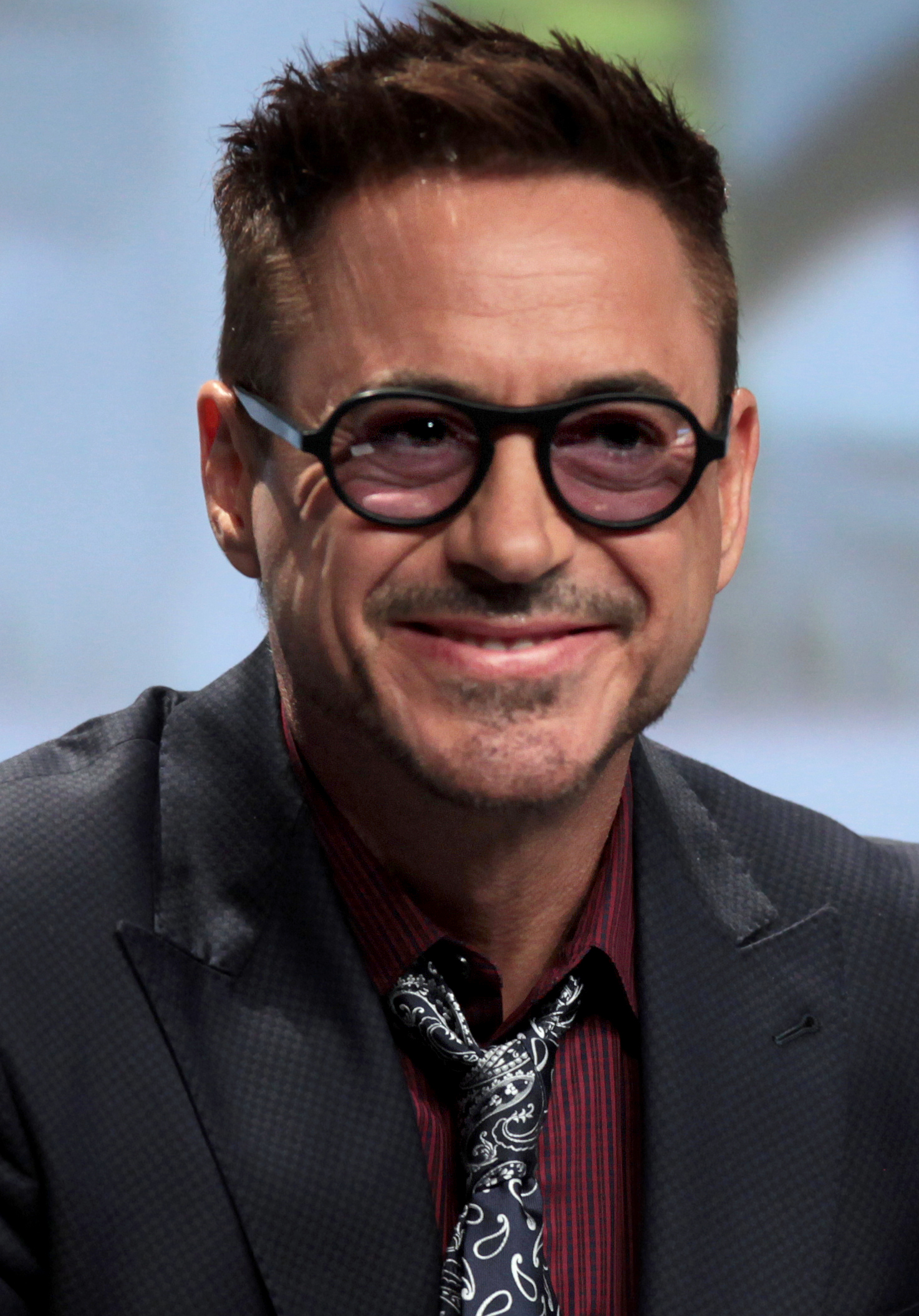
Robert Downey Jr., vítěz v kategorii nejlepší mužský herecký výkon ve vedlejší roli

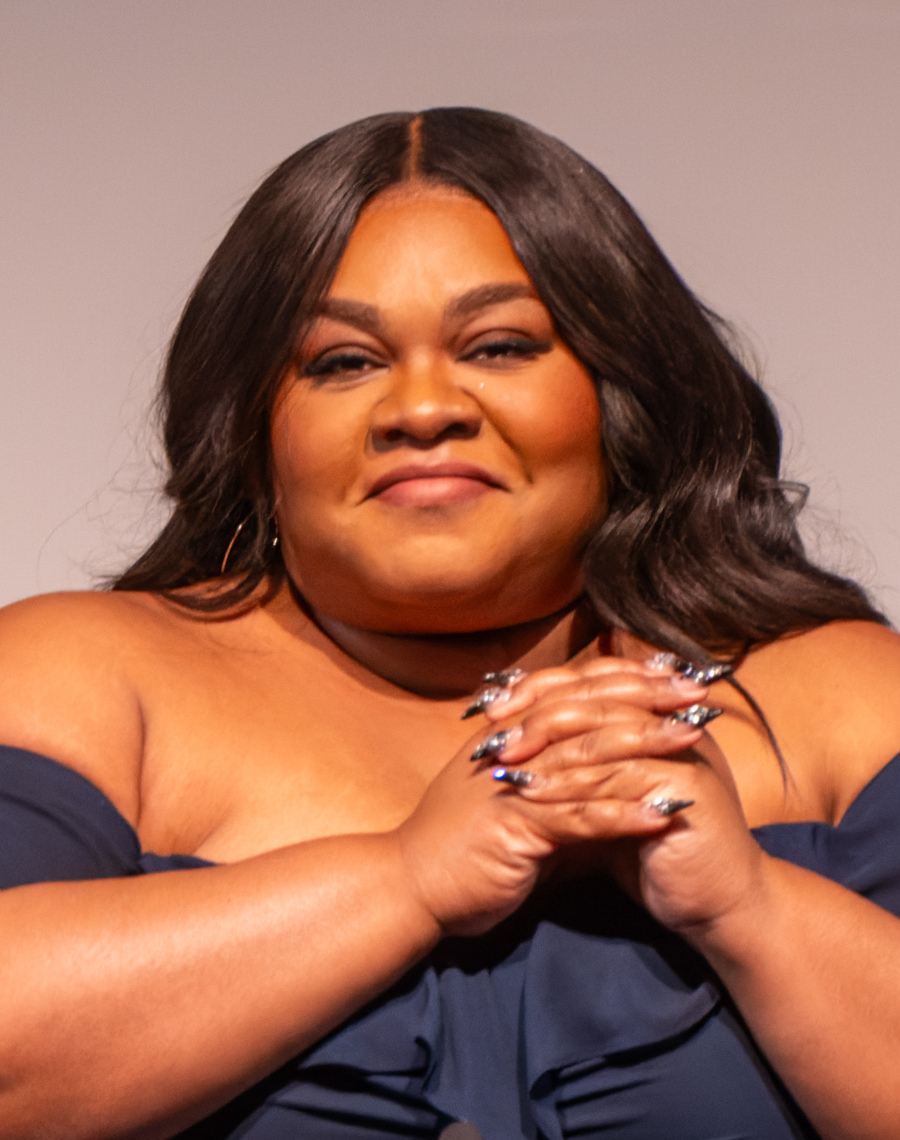
Da'Vine Joy Randolph, vítězka v kategorii nejlepší ženský herecký výkon ve vedlejší roli

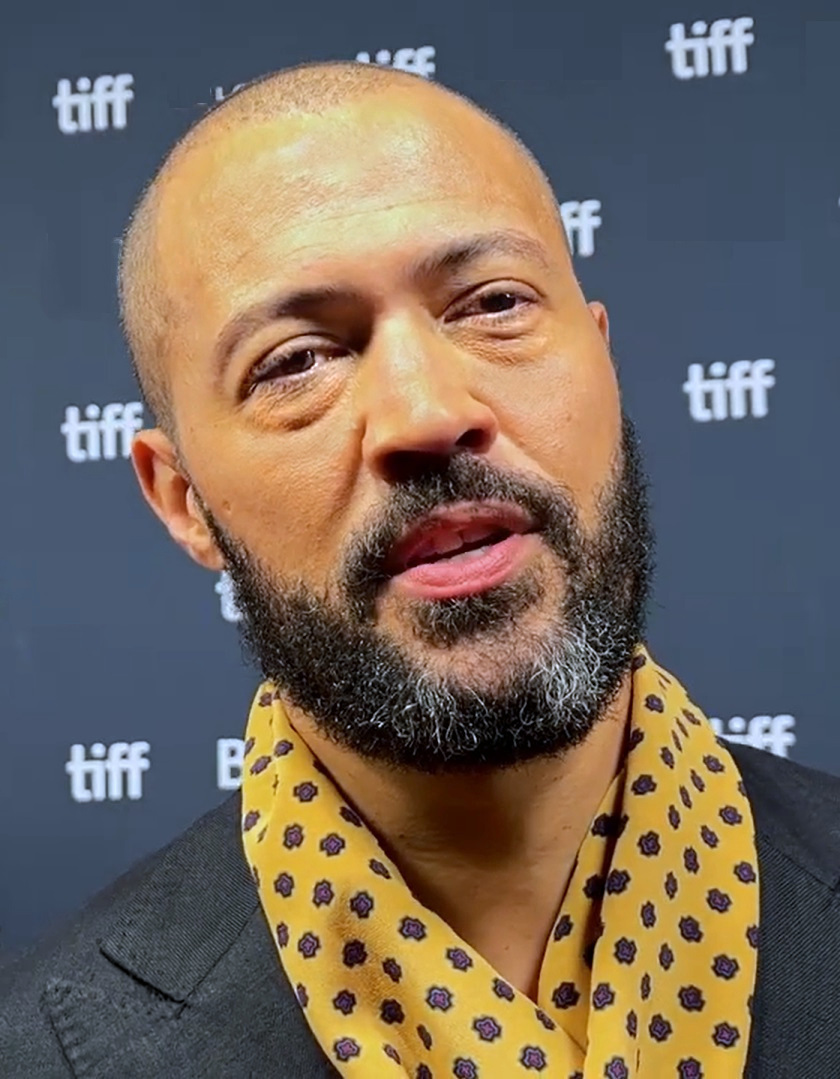
Cord Jefferson, vítěz v kategorii adaptovaný scénář

Vítěz je vždy uveden jako první a tučným písmem.
| Nejlepší film | Nejlepší režisér |
| --- | --- |
| Oppenheimer – Christopher Nolan, Charles Roven a Emma Thomas - Anatomie pádu – Marie-Ange Luciani a David Thion - Zimní prázdniny – Mark Johnson - Zabijáci rozkvetlého měsíce – Dan Friedkin, Daniel Lupi, Martin Scorsese a Bradley Thomas - Chudáčci – Jorgos Lanthimos, Ed Guiney, Andrew Lowe a Emma Stone | Christopher Nolan – Oppenheimer - Bradley Cooper – Maestro - Jonathan Glazer – Zóna zájmu - Andrew Haigh – Všichni moji cizinci - Alexander Payne – Zimní prázdniny - Justine Triet – Anatomie pádu |
| Nejlepší herec v hlavní roli | Nejlepší herečka v hlavní roli |
| Cillian Murphy jako Robert Oppenheimer – Oppenheimer - Bradley Cooper jako Leonard Bernstein – Maestro - Colman Domingo jako Bayard Rustin – Rustin - Paul Giamatti jako Paul Hunham – Zimní prázdniny - Barry Keoghan jako Oliver Quick – Saltburn - Teo Yoo jako Hae Sung – Minulé životy | Emma Stone jako Bella Baxter – Chudáčci - Fantasia Barrino jako Celie Harris-Johnson – Purpurová barva - Sandra Hüller jako Sandra Voyter – Anatomie pádu - Carey Mulligan jako Felicia Montealegre – Maestro - Vivian Oparah jako Yas – Vzplanutí na Rye Lane - Margot Robbie jako Barbie – Barbie |
| Nejlepší herec ve vedlejší roli | Nejlepší herečka ve vedlejší roli |
| Robert Downey Jr. jako Lewis Strauss – Oppenheimer - Robert De Niro jako William King Hale – Zabijáci rozkvetlého měsíce - Jacob Elordi jako Felix Catton – Saltburn - Ryan Gosling jako Ken – Barbie - Paul Mescal jako Harry – Všichni moji cizinci - Dominic Sessa jako Angus Tully – Zimní prázdniny | Da'Vine Joy Randolph jako Mary Lamb – Zimní prázdniny - Emily Blunt jako Kitty Oppenheimer – Oppenheimer - Danielle Brooks jako Sofia – Purpurová barva - Claire Foy jako Adamova matka – Všichni moji cizinci - Sandra Hüller jako Hedwig Höss – Zóna zájmu - Rosamund Pike jako Lady Elspeth Catton – Saltburn |
| Nejlepší původní scénář | Nejlepší adaptovaný scénář |
| Anatomie pádu – Justine Triet a Arthur Harari - Barbie – Greta Gerwig a Noah Baumbach - Zimní prázdniny – David Hemingson - Maestro – Bradley Cooper a Josh Singer - Minulé životy – Celine Song | Americká fikce – Cord Jefferson - Všichni moji cizinci – Andrew Haigh - Oppenheimer – Christopher Nolan - Chudáčci – Tony McNamara - Zóna zájmu – Jonathan Glazer |
| Nejlepší animovaný film | Nejlepší dokument |
| Chlapec a volavka – Hajao Mijazaki a Tošio Suzuki - Slepičí úlet: Zrození nuget – Sam Fell, Leyla Hobart a Steve Pegram - Mezi živly – Peter Sohn a Denise Ream - Spider-Man: Napříč paralelními světy – Joaquim Dos Santos, Kemp Powers, Justin K. Thompson, Avi Arad, Phil Lord a Christopher Miller, Amy Pascal a Christina Steinberg | 20 dní v Mariupolu — Mstyslav Černov, Raney Aronson-Rath a Michelle Mizner - Americká symfonie – Matthew Heineman, Lauren Domino a Joedan Okun - Útěk z Utopie – Madeleine Gavin, Rachel Cohen, Jana Edelbaum a Sue Mi Terry - Still: Příběh Michaela J. Foxe – Davis Guggenheim, Jonathan King a Annetta Marion - Wham! – Chris Smith, John Battsek a Simon Halfon                                                   |
| Nejlepší cizojazyčný film | Nejlepší casting |
| Zóna zájmu – Jonathan Glazer a James Wilson - 20 dní v Mariupolu – Mstyslav Černov, Raney Aronson-Rath a Michelle Mizner - Anatomie pádu – Justine Triet, Marie-Ange Luciani and David Thion - Minulé životy – Celine Song, David Hinojosa, Pamela Koffler a Christine Vachon - Sněžné bratrstvo – J. A. Bayona, Belén Atienza a Sandra Hermida Muñiz | Zimní prázdniny – Susan Shopmaker - Všichni moji cizinci – Kahleen Crawford - Anatomie pádu – Cynthia Arra - Jak mít sex – Isabella Odoffin - Zabijáci rozkvetlého měsíce – Ellen Lewis a Rene Haynes |
| Nejlepší kamera | Nejlepší kostýmy |
| Oppenheimer – Hoyte van Hoytema - Zabijáci rozkvetlého měsíce – Rodrigo Prieto - Maestro – Matthew Libatique - Chudáčci – Robbie Ryan - Zóna zájmu – Łukasz Żal | Chudáčci – Holly Waddington - Barbie – Jacqueline Durran - Zabijáci rozkvetlého měsíce – Jacqueline West - Napoleon – Dave Crossman a Janty Yates - Oppenheimer – Ellen Mirojnick |
| Nejlepší střih | Nejlepší masky a účesy |
| Oppenheimer – Jennifer Lame - Anatomie pádu – Laurent Sénéchal - Zabijáci rozkvetlého měsíce – Thelma Schoonmaker - Chudáčci – Jorgos Mavropsaridis - Zóna zájmu – Paul Watts | Chudáčci – Nadia Stacey, Mark Coulier a Josh Weston - Zabijáci rozkvetlého měsíce – Kay Georgiou a Thomas Nellen - Maestro – Siân Grigg, Kay Georgiou, Kazu Hiro a Lori McCoy-Bell - Napoleon – Jana Carboni, Francesco Pegoretti, Satinder Chumber and Julia Vernon - Oppenheimer – Luisa Abel, Jaime Leigh McIntosh, Jason Hamer a Ahou Mofid                                                                       |
| Nejlepší filmová hudba | Nejlepší produkční design |
| Oppenheimer – Ludwig Göransson - Zabijáci rozkvetlého měsíce – Robbie Robertson - Chudáčci – Jerskin Fendrix - Saltburn – Anthony Willis - Spider-Man: Napříč paralelními světy – Daniel Pemberton | Chudáčci – Shona Heath, James Price a Zsuzsa Mihalek - Barbie – Sarah Greenwood a Katie Spencer - Zabijáci rozkvetlého měsíce – Jack Fisk a Adam Willis - Oppenheimer – Ruth De Jong a Claire Kaufman - Zóna zájmu – Chris Oddy, Joanna Maria Kuś a Katarzyna Sikora |
| Nejlepší zvuk | Nejlepší vizuální efekty |
| Zóna zájmu – Johnnie Burn a Tarn Willers - Ferrari – Angelo Bonanni, Tony Lamberti, Andy Nelson, Lee Orloff a Bernard Weiser - Maestro – Richard King, Steven A. Morrow, Tom Ozanich, Jason Ruder a Dean A. Zupancic - Mission: Impossible – Odplata – Chris Burdon, James Mather, Chris Munro a Mark Taylor - Oppenheimer – Willie D. Burton, Richard King, Kevin O'Connell a Gary Rizzo | Chudáčci – Tim Barter, Simon Hughes, Dean Koonjul a Jane Paton - Stvořitel – Jonathan Bullock, Charmaine Chan, Ian Comley a Jay Cooper - Strážci Galaxie: Volume 3 – Theo Bialek, Stéphane Ceretti, Alexis Wajsbrot a Guy Williams - Mission: Impossible – Odplata – Neil Corbould, Simone Coco, Jeff Sutherland a Alex Wuttke - Napoleon – Henry Badgett, Neil Corbould, Charley Henley a Luc-Ewen Martin-Fenouillet |
| Nejlepší britský film | Nejlepší režijní, scenáristický nebo produkční debut |
| Zóna zájmu – Jonathan Glazer a James Wilson - Všichni moji cizinci – Andrew Haigh, Graham Broadbent, Peter Czernin a Sarah Harvey - Jak mít sex – Molly Manning Walker, Emily Leo, Ivana MacKinnon a Konstantinos Kontovrakis - Napoleon – Ridley Scott, Mark Huffam, Kevin J. Walsh a David Scarpa - Starý dub – Ken Loach, Rebecca O'Brien a Paul Laverty - Chudáčci – Jorgos Lanthimos, Ed Guiney, Andrew Lowe, Emma Stone a Tony McNamara - Vzplanutí na Rye Lane – Raine Allen-Miller, Yvonne Isimeme Ibazebo, Damian Jones, Nathan Bryon a Tom Melia - Saltburn – Emerald Fennell, Josey McNamara a Margot Robbie - Svět podle Georgie – Charlotte Regan a Theo Barrowclough - Wonka – Paul King, Alexandra Derbyshire, David Heyman a Simon Farnaby | Earth Mama – Savanah Leaf (scénář, režie a produkce), Shirley O'Connor (produkce) a Medb Riordan (produkce) - Blue Bag Life – Lisa Selby, Rebecca Lloyd-Evans a Alex Fry (režie) - Bobi Wine: Prezident ugandského lidu – Christopher Sharp, Moses Bwayo (režie) - Jak mít sex – Molly Manning Walker (scénář a režie) - Is There Anybody Out There? – Ella Glendining (režie)                                        |
| Nejlepší britský krátký animovaný film | Nejlepší britský krátký film |
| Krabí den – Ross Stringer, Bartosz Stanislawek a Aleksandra Sykulak - Visible Mending – Samantha Moore a Tilley Bancroft - Volání divočiny – Karni Arieli, Saul Freed a Jay Woolley | Jellyfish and Lobster – Yasmin Afifi a Elizabeth Rufai - Festival of Slaps – Abdou Cissé, Cheri Darbon a George Telfer - Gorka – Joe Weiland a Alex Jefferson - Such a Lovely Day – Simon Woods, Polly Stokes, Emma Norton a Kate Phibbs - Yellow – Elham Ehsas, Dina Mousawi, Azeem Bhati a Yiannis Manolopoulos |
| Nejlepší vycházející hvězda | |
| Mia McKenna-Bruce - Phoebe Dynevor - Ayo Edebiri - Jacob Elordi - Sophie Wilde | |